# Tippah County
Tippah County er et county i den amerikanske delstat Mississippi. 
34°46′N 88°55′V / 34.77°N 88.91°V